# 鹰手营子镇
鹰手营子镇，是中华人民共和国河北省承德市鹰手营子矿区下辖的一个镇。

## 行政区划
鹰手营子镇下辖以下地区：
营子村、河北村、老爷庙村、喇嘛沟村、跳沟村和老厂子村。